# Tomsrtbt
 (janvier 2021).

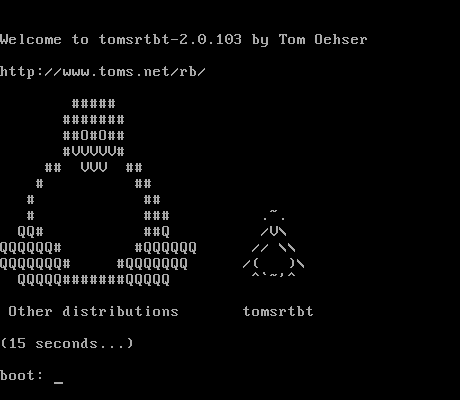
Écran d'accueil de Tomsrtbt 2.0.103.

tomsrtbt (Tom's root boot) est une distribution Linux très petite (MiniLinux). C'est en fait une "disquette de secours" contenant environ 100 outils de récupération. Elle peut être stockée sur une simple disquette 1.44 Mo (qui est alors  formatée en haute densité 1.72M)
Elle est utilisée aussi pour installer des distributions Linux (comme la Damn Small Linux) par le réseau.